# لنگتسه
لنگتسه (به لاتین: Leńce) یک روستا در لهستان است که در گمینا دوبژنگوو دوژه واقع شده‌است. لنگتسه ۱۶۰ نفر جمعیت دارد.